# Dorothy Revier

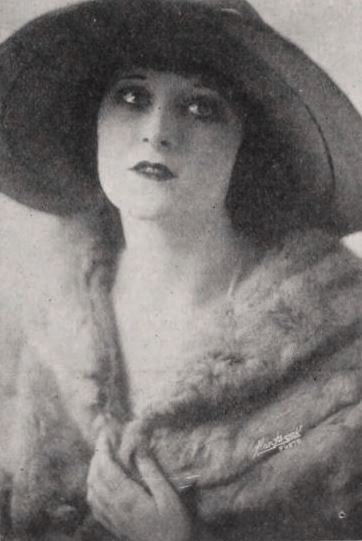
Dorothy Revier (1921)

Dorothy Revier (eigentlich Dorothy Patricia Valerga; * 18. April 1904 in Oakland, Kalifornien; † 19. November 1993 in Los Angeles, Kalifornien) war eine US-amerikanische Schauspielerin der späten Stummfilm- und frühen Tonfilmära.

## Leben
Dorothy Revier wuchs in ihrer Geburtsstadt Oakland auf, wo sie auch ihren Schulabschluss absolvierte. Anschließend zog sie nach New York City, um dort eine Tanzausbildung zu beginnen. Diese führte Revier später in Paris fort. Während eines dortigen Auftritts wurde sie von einem Talentagenten entdeckt und 1921 für eine Rolle in Life’s Greatest Question engagiert. Ihr Filmdebüt als Dorothy Revier folgte 1922 in The Broadway Madonna, ein Film ihres ersten Ehemannes Harry J. Revier.
In den 1920er Jahren hatte Dorothy Revier ihre aktivste Zeit mit mehreren Dutzend Filmauftritten. Ab 1930 ließ mit dem Aufkommen des Tonfilms ihre Karriere allmählich nach. Dennoch war Revier weiterhin zumeist in der weiblichen Hauptrolle zu sehen, darunter 1931 im Krimi Charlie Chan – Der Tod ist ein schwarzes Kamel. 1936 drehte sie mit The Cowboy and the Kid ihren letzten Film.
Revier war dreimal verheiratet. Ihre erste Ehe mit Harry J. Revier wurde 1926 geschieden, jedoch behielt sie weiterhin seinen Nachnamen für Filmauftritte. Auch die darauf folgenden Ehen mit Charles Johnson und dem Werbedesigner William Pelayo endeten mit der Scheidung. Alle Beziehungen blieben kinderlos.
Dorothy Revier lebte in West Hollywood, einem Stadtteil im Los Angeles. Am 19. November 1993 starb sie im Alter von 89 Jahren im Hollywood Presbyterian Medical Center. Revier wurde auf dem Forest Lawn Memorial Park bestattet.

## Filmografie (Auswahl)
- 1921: Life’s Greatest Question
- 1922: The Broadway Madonna
- 1923: The Wild Party
- 1924: The Sword of Valor
- 1924: The Virgin
- 1924: The Other Kind of Love
- 1924: The Rose of Paris
- 1925: An Enemy of Men
- 1925: The Fate of a Flirt
- 1925: Just a Woman
- 1925: Steppin’ Out
- 1926: The Far Cry
- 1926: The Better Way
- 1926: Poker Faces
- 1926: When the Wife’s Away
- 1926: The False Alarm
- 1927: Poor Girls
- 1927: The Price of Honor
- 1927: Wandering Girls
- 1927: Stolen Pleasures (Verschollen)
- 1927: The Clown
- 1927: Frauenheld wider Willen (The Drop Kick)
- 1928: Die rote Tänzerin von Moskau (The Red Dance)
- 1928: Submarine
- 1928: Sinner’s Parade
- 1929: Die eiserne Maske (The Iron Mask)
- 1929: The Quitter
- 1929: The Donovan Affair
- 1929: Artisten (The Dance of Life)
- 1929: Der Kampf um die Macht (The Mighty)
- 1930: The Way of All Men
- 1930: The Squealer
- 1930: Charlie Chan – Der Tod ist ein schwarzes Kamel (The Black Camel)
- 1930: Vengeance
- 1931: The Avenger
- 1931: Anybody’s Blonde
- 1932: Night World
- 1932: Beauty Parlor
- 1932: The King Murder
- 1932: The Secrets of Wu Sin
- 1933: Bei Kerzenlicht (By Candlelight)
- 1934: Green Eyes
- 1935: Circumstantial Evidence
- 1935: The Eagle’s Brood
- 1935: $20 a Week
- 1935: The Lady in Scarlet
- 1936: The Cowboy and the Kid